# Крістіан Колоко
!
Крістіан Джуніор Колоко (народився 20 червня 2000) — камерунський професійний баскетболіст «Лос-Анджелес Лейкерс» Національної баскетбольної асоціації (НБА), який має двосторонній контракт з «Саут Бей Лейкерс» Ліги NBA G. Він грав у студентський баскетбол за команду Arizona Wildcats. Він був названий першою командою All-Pac-12 і був визнаний найкращим захисним гравцем Pac-12 після молодшого сезону

## Раннє життя
Колоко є уродженцем Дуали, Камерун, і навчався в коледжі Ліберман у своєму рідному місті. Він виріс, граючи у футбол, і почав грати в баскетбол у 12 років. У 2017 році Колоко переїхав до Сполучених Штатів, щоб грати в баскетбол у Бірмінгемській середній школі в озері Бальбоа, штат Каліфорнія, як молодший, хоча спочатку не розмовляв англійською. Під час свого старшого сезону він перейшов до школи Сієрра-Каньйон у Чатсворті, штат Каліфорнія, де він був товаришем по команді з Кассіусом Стенлі, Кенйоном Мартіном-молодшим і Скотті Піппеном-молодшим . Колоко допоміг своїй команді другий поспіль титул штату у Відкритому дивізіоні. Чотиризірковий новобранець, він зобов'язався грати в студентський баскетбол за Арізону замість пропозицій з Каліфорнії, Північно-Західного університету, Вандербільта, Гарварду та Прінстона .

## Кар'єра в університеті
Будучи першокурсником в Арізоні, Колоко набирав у середньому 2,3 очка та 2,4 підбирання за гру. У своєму другому сезоні він набирав у середньому 5,3 очка та 4,8 підбирання за гру. 21 листопада 2021 року Колоко опублікував рекорд за кар'єру — 22 очки, сім підбирань і чотири блок-шоти в перемозі 80–62 над Мічиганом, який займає четверте місце, у головній грі в Римі, здобувши нагороди MVP турніру. У молодшому віці він був визнаний найкращим захисником року Pac-12, найкращим гравцем Pac-12 і гравцем першої команди All-Pac-12 .
18 квітня 2022 року Колоко оголосив про участь у драфті НБА 2022, відмовившись від права на навчання в коледжі.[1][2]

## Професійна кар'єра

### Торонто Репторз (2022—2024)
Колоко був обраний Торонто Репторз під 33-м номером на драфті НБА 2022 року . 26 серпня 2022 року Колоко підписав контракт новачка з «Репторз». Будучи новачком, він провів 58 ігор, набираючи в середньому 3,1 очка, 2,9 підбирання, один блок і 13,8 хвилини за поєдинок.
У квітні 2023 року у нього виникла проблема з утворенням тромбів, через що він не грав половину сезону. 17 січня 2024 року «Репторз» відмовилися від Колоко, оскільки йому не дозволили грати, і команда прагнула звільнити місце в реєстрі після обміну Паскаля Сіакама . Через день його включили до комісії НБА щодо придатності до гри через серйозність проблеми з утворенням тромбів, а це означає, що жодна команда не може претендувати на відмову від підписання з ним, доки він не отримає медичного дозволу грати.

### Лос-Анджелес / Саут-Бей Лейкерс (2024–тепер)
16 вересня 2024 року Колоко підписав двосторонній контракт із « Лос-Анджелес Лейкерс», хоча йому все ще потрібно було пройти медичне обстеження в НБА та підписати звільнення від ризику, щоб повернутися в лігу. 29 жовтня 2024 року він отримав дозвіл від комісії NBA з підготовки до гри, щоб почати тренуватися та повернутися до гри. 6 листопада 2024 року він дебютував у Лейкерс проти Мемфіс Гріззліз, коли Ентоні Девіс не міг грати, а Крістіан Вуд все ще відновлювався після артроскопічної операції на лівому коліні. 13 листопада 2024 року у Джексона Хейса діагностували розтягнення лівої щиколотки, через що Колоко збільшив час гри.

## Статистика кар'єри

### NBA
| Сезон   | Команда | GP | GS | MPG  | FG%  | 3P%  | FT%  | RPG | APG | SPG | BPG | PPG |
| ------- | ------- | -- | -- | ---- | ---- | ---- | ---- | --- | --- | --- | --- | --- |
| 2022–23 | Toronto | 58 | 19 | 13.8 | .480 | .083 | .627 | 2.9 | .5  | .4  | 1.0 | 3.1 |
| Career  | Career  | 58 | 19 | 13.8 | .480 | .083 | .627 | 2.9 | .5  | .4  | 1.0 | 3.1 |

### Коледж
| Сезон   | Команда | GP | GS | MPG  | FG%  | 3P%  | FT%  | RPG | APG | SPG | BPG | PPG  |
| ------- | ------- | -- | -- | ---- | ---- | ---- | ---- | --- | --- | --- | --- | ---- |
| 2019–20 | Arizona | 28 | 0  | 8.3  | .483 | .000 | .350 | 2.4 | .2  | .3  | .9  | 2.3  |
| 2020–21 | Arizona | 26 | 19 | 17.3 | .520 | .000 | .625 | 4.8 | .3  | .5  | 1.3 | 5.3  |
| 2021–22 | Arizona | 37 | 37 | 25.4 | .635 | .000 | .735 | 7.3 | 1.4 | .8  | 2.8 | 12.6 |
| Career  | Career  | 91 | 56 | 17.9 | .590 | .000 | .670 | 5.1 | .7  | .5  | 1.8 | 7.3  |